# Hexatoma (Eriocera) gnava
Hexatoma (Eriocera) gnava is een tweevleugelige uit de familie steltmuggen (Limoniidae). De soort komt voor in het Oriëntaals gebied.